# Gestreifte Zartschrecke
Die Gestreifte Zartschrecke (Leptophyes albovittata) oder auch Weißfleckige Zartschrecke ist eine Art aus der Unterfamilie der Sichelschrecken (Phaneropterinae).

## Merkmale
Die Tiere erreichen lediglich eine Körperlänge von 9 bis 14 Millimetern (Männchen) und 12 bis 16 Millimetern (Weibchen). Sie haben eine grüne Grundfärbung mit am ganzen Körper verteilten roten oder dunkelbraunen Punkten. Die Oberseite des Hinterleibs der Männchen ist in der Regel braun gefärbt. Zwischen dieser Partie und den grün gefärbten Seiten verläuft eine weiße Längslinie, die auf Höhe der Facettenaugen entspringt und auch über die Seiten des Halsschildes verläuft. Dieses ist deutlich sattelförmig eingedrückt. An seiner Basis verdeckt es den Ansatz der kurzen Stummelflügel. Der sichtbare Teil der Flügel ist bei den Männchen nur halb so lang, bei den Weibchen maximal ein Drittel so lang, wie die Länge des Halsschildes. Die Fühler beider Geschlechter erreichen etwa die vierfache Körperlänge. Das Männchen hat gerade, ungekrümmte Cerci, auf denen jeweils auf der Innenseite nahe der Spitze ein kleiner Zahn zu erkennen ist. Die breite, nach oben gekrümmte Legeröhre (Ovipositor) der Weibchen ist etwas länger als der Halsschild und trägt an der Unterseite der zweiten Hälfte feine Zähnchen.

## Vorkommen
Die Gestreifte Zartschrecke kommt vor allem in Osteuropa vor. Nach Westen hin verläuft die Grenze entlang der Linie Würzburg-Nördlingen-München. Ihr nordwestlichstes Vorkommen in Deutschland hat sie im Naturschutzgebiet Besenhorster Sandberge und Elbsandwiesen. Man findet die Tiere auf temperaturbegünstigten, verbuschten Trockenrasen und an Waldrändern. Durch den zunehmenden Verlust ihrer Lebensräume wird die Art in ihrem Vorkommen seltener.

## Lebensweise
Die Art ernährt sich phytophag vor allem von zarten und weichblättrigen Pflanzen, wie etwa von Vogelmiere, Löwenzahn und Platterbsen. Das Männchen besitzt einen sehr leisen Balzgesang, den man als Mensch nur etwa 20 Zentimeter weit hören kann. Dabei werden schwache „sb“-Laute hintereinander gesungen. Bei Raumtemperatur ertönen diese Folgen für 5 bis 10 Sekunden. Bei der Paarung richtet das Männchen seinen Hinterleib wie im Katzenbuckel auf und wird vom Weibchen bestiegen. Das Männchen gibt dann nach etwa einer Minute eine kugelige, zwei Millimeter im Durchmesser messende Spermatophore ab, die am Hinterleib des Weibchens befestigt wird. Kurz darauf trennen sich die Tiere wieder. Die Weibchen legen ihre Eier in Stängel von Pflanzen oder in Risse von Rinde ab.

## Gefährdung und Schutz
- Rote Liste BRD: 3 (gefährdet).[1]

## Referenzen